# Магальяйнс, Каю
Ка́ю Магалья́йнс (порт.-браз. Caio Magalhães; род. 14 декабря 1987, Собрал) — бразильский боец смешанного стиля, представитель средней весовой категории. Выступает на профессиональном уровне начиная с 2009 года, известен по участию в турнирах таких бойцовских организаций как UFC и M-1 Global, был претендентом на титул чемпиона М-1 в среднем весе.

## Биография
Каю Магальяйнс родился 14 декабря 1987 года в муниципалитете Собрал штата Сеара. Практиковал бразильское джиу-джитсу, получив в этой дисциплине чёрный пояс.

### Начало профессиональной карьеры
Дебютировал в смешанных единоборствах на профессиональном уровне в августе 2009 года, заставив своего соперника сдаться с помощью удушающего приёма. Дрался в различных небольших промоушенах Бразилии, таких как Shooto: Brazil, Iron Man Championship, Amazon Fight — во всех поединках неизменно становился победителем.

### Ultimate Fighting Championship
Имея в послужном списке пять побед и ни одного поражения, в 2012 году Магальяйнс привлёк к себе внимание крупнейшей бойцовской организации мира Ultimate Fighting Championship и подписал с ней долгосрочное соглашение. В дебютном поединке вышел в октагон против такого же новичка Бадди Робертса, их противостояние продлилось все три раунда, и в итоге судьи единогласно отдали победу Робертсу.
В дальнейшем его карьера в UFC складывалась более удачно, так, в 2013 году он одержал победу над такими известными бойцами как Карлос Вемола и Ник Ринг, а в 2014 году взял верх над Люком Закричем и Тревором Смитом.
На 2015 год планировался бой против Марка Муньоса, однако по состоянию здоровья Магальяйнс вынужден был сняться с этого турнира. Позже он встретился в клетке с Джошем Самманом и проиграл ему сдачей, попавшись на удушающий приём сзади. Уже после поражения бразилец повёл себя агрессивно по отношению к сопернику и к остановившему бой рефери Джону Маккарти — в результате этого инцидента Атлетическая комиссия штата Невада приняла решение о его отстранении на некоторое время.
Последний раз дрался в октагоне UFC в сентябре 2016 года, когда раздельным судейским решением проиграл американцу Брэду Таваресу. Вскоре после этого поражения покинул организацию.

### M-1 Global
Покинув UFC, в 2017 году Каю Магальяйнс стал бойцом российской организации M-1 Global. В дебютном поединке с помощью удушающего приёма сзади победил Дмитрия Войтова и вскоре удостоился права оспорить вакантный титул чемпиона в средней весовой категории. Тем не менее, выиграть чемпионский пояс ему не удалось, по итогам пяти раундов он уступил по очкам другому претенденту Артёму Фролову.
В мае 2018 года на турнире M-1 Challenge в Китае встретился с Михаилом Зайцем и так же проиграл ему единогласным решением.

## Статистика в профессиональном ММА
| Боёв 17  | Побед 10 | Поражений 7 |
| -------- | -------- | ----------- |
| Нокаутом | 3        | 2           |
| Сдачей   | 4        | 1           |
| Решением | 3        | 4           |

| Результат | Рекорд | Соперник            | Способ                 | Турнир                                                          | Дата             | Раунд | Время | Место                   | Примечание                                          |
| --------- | ------ | ------------------- | ---------------------- | --------------------------------------------------------------- | ---------------- | ----- | ----- | ----------------------- | --------------------------------------------------- |
| Поражение | 10-7   | Эрик Спайсли        | TKO (удары руками)     | CES 55                                                          | 29 марта 2019    | 1     | 4:00  | Хартфорд, США           |                                                     |
| Поражение | 10-6   | Садибу Сай          | KO (удары)             | PFL 7                                                           | 30 августа 2018  | 1     | 2:06  | Атлантик-Сити, США      |                                                     |
| Поражение | 10-4   | Михаил Заяц         | Единогласное решение   | M-1 Challenge 91                                                | 12 мая 2018      | 3     | 5:00  | Шэньчжэнь, Китай        |                                                     |
| Поражение | 10-3   | Артём Фролов        | Единогласное решение   | M-1 Challenge 84                                                | 27 октября 2017  | 5     | 5:00  | Санкт-Петербург, Россия | Бой за вакантный титул чемпиона M-1 в среднем весе. |
| Победа    | 10-3   | Дмитрий Войтов      | Сдача (удушение сзади) | M-1 Challenge 78                                                | 26 мая 2017      | 1     | 1:16  | Оренбург, Россия        |                                                     |
| Поражение | 9-3    | Брэд Таварес        | Раздельное решение     | UFC 203                                                         | 10 сентября 2016 | 3     | 5:00  | Кливленд, США           |                                                     |
| Поражение | 9-2    | Джош Самман         | Сдача (удушение сзади) | The Ultimate Fighter: American Top Team vs. Blackzilians Finale | 12 июля 2015     | 1     | 2:52  | Лас-Вегас, США          |                                                     |
| Победа    | 9-1    | Тревор Смит         | KO (колени и руки)     | UFC Fight Night: Shogun vs. Saint Preux                         | 8 ноября 2014    | 1     | 0:31  | Уберландия, Бразилия    |                                                     |
| Победа    | 8-1    | Люк Закрич          | TKO (удары руками)     | UFC on Fox: Werdum vs. Browne                                   | 19 апреля 2014   | 1     | 0:44  | Орландо, США            |                                                     |
| Победа    | 7-1    | Ник Ринг            | Единогласное решение   | UFC Fight Night: Hunt vs. Bigfoot                               | 7 декабря 2013   | 3     | 5:00  | Брисбен, Австралия      |                                                     |
| Победа    | 6-1    | Карлос Вемола       | Сдача (удушение сзади) | UFC on Fuel TV: Nogueira vs. Werdum                             | 8 июня 2013      | 2     | 2:49  | Форталеза, Бразилия     |                                                     |
| Поражение | 5-1    | Бадди Робертс       | Единогласное решение   | UFC on FX: Johnson vs. McCall                                   | 8 июня 2012      | 3     | 5:00  | Санрайз, США            |                                                     |
| Победа    | 5-0    | Исмаэл ди Жезус     | Раздельное решение     | Shooto: Brazil 27                                               | 2 декабря 2011   | 3     | 5:00  | Бразилиа, Бразилия      |                                                     |
| Победа    | 4-0    | Месиас Паи ди Санту | Сдача (удушение сзади) | Amazon Fight 7                                                  | 3 марта 2011     | 1     | 3:05  | Белен, Бразилия         |                                                     |
| Победа    | 3-0    | Отавиу Ласерда      | TKO (удары руками)     | Amazon Fight 5                                                  | 14 октября 2010  | 1     | 4:58  | Белен, Бразилия         |                                                     |
| Победа    | 2-0    | Паулу Энрике Гарсия | Раздельное решение     | Iron Man Championship 5                                         | 11 марта 2010    | 3     | 5:00  | Белен, Бразилия         |                                                     |
| Победа    | 1-0    | Маурилью ди Соуза   | Сдача (омоплата)       | Shooto: Brazil 13                                               | 27 августа 2009  | 3     | 3:25  | Форталеза, Бразилия     |                                                     |